# 32060 Wyattpontius
32060 Wyattpontius è un asteroide della fascia principale. Scoperto nel 2000, presenta un'orbita caratterizzata da un semiasse maggiore pari a 2,9099985 UA e da un'eccentricità di 0,1861214, inclinata di 1,41219° rispetto all'eclittica.